# Xanthoparmelia hypothamnolica
Xanthoparmelia hypothamnolica är en lavart som beskrevs av Elix & U. Becker. Xanthoparmelia hypothamnolica ingår i släktet Xanthoparmelia och familjen Parmeliaceae.   Inga underarter finns listade i Catalogue of Life.